# Hosjön (Hallens socken, Jämtland)
Hosjön är en sjö i Bergs kommun och Åre kommun i Jämtland och ingår i Indalsälvens huvudavrinningsområde. Sjön är 31 meter djup, har en yta på 1,88 kvadratkilometer och är belägen 734 meter över havet. Hosjön ligger i Dammån-Storån Natura 2000-område. Sjön avvattnas av vattendraget Dammån (Storån).

## Delavrinningsområde
Hosjön ingår i det delavrinningsområde (700023-138611) som SMHI kallar för Utloppet av Hosjön. Medelhöjden är 752 meter över havet och ytan är 7,05 kvadratkilometer. Räknas de 55 avrinningsområdena uppströms in blir den ackumulerade arean 248,28 kvadratkilometer. Dammån (Storån) som avvattnar avrinningsområdet har biflödesordning 2, vilket innebär att vattnet flödar genom totalt 2 vattendrag innan det når havet efter 327 kilometer. Avrinningsområdet består mestadels av skog (72 procent). Avrinningsområdet har 1,88 kvadratkilometer vattenytor vilket ger det en sjöprocent på 26,6 procent.